# Lycaena pseudoborealis
Lycaena pseudoborealis är en fjärilsart som beskrevs av Ebert 1926. Lycaena pseudoborealis ingår i släktet Lycaena och familjen juvelvingar. Inga underarter finns listade i Catalogue of Life.